# Giải thưởng FA Charter Standard

Logo FA Charter Standard

Giải thưởng Tiêu chuẩn FA Charter của FA nhận biết và đánh giá cao các mức độ cung cấp chất lượng cao trong câu lạc bộ, liên đoàn bóng đá và trường học. Có ba cấp độ của FA Charter Standard Award cho các tổ chức nhằm nhận biết các tiêu chuẩn khác nhau. Cấp độ là 'Câu lạc bộ Tiêu chuẩn FA Charter', tiếp theo là 'Câu lạc bộ Phát triển Tiêu chuẩn FA Charter', và cao nhất là 'Câu lạc bộ Cộng đồng Tiêu chuẩn FA Charter'.
Từ khi ra mắt vào năm 2001, giải thưởng đã được trao cho 4.500 câu lạc bộ với 460 câu lạc bộ cấp độ cao Câu lạc bộ cộng đồng và 120 liên đoàn, và hiện nay có hơn 2.500 Trường Tiêu chuẩn FA Charter ở Anh.